# Gordon McCauley
Gordon McCauley (* 9. März 1972 in Balclutha) ist ein ehemaliger neuseeländischer Radrennfahrer. Er ist mehrfacher nationaler Meister im Straßenrennen und Einzelzeitfahren sowie dreifacher Ozeanienmeister.
Bereits in seinen Anfangsjahren im Amateurbereich konnte McCauley sowohl die Tour of Southland, als auch den Titel des nationalen Straßenmeisters erringen. 1999 begann er seine professionelle Karriere bei dem Team Men’s Health. 2001 gewann er den Archer Grand Prix für Landbouwkrediet-Colnago. Auch 2002 konnte er diesen wieder gewinnen. Außerdem wurde er neuseeländische Meister im Zeitfahren und im Straßenrennen und er sicherte sich eine Etappe bei der Tour of Southland. 2003 fuhr er für das Giant Asia Racing Team und wiederholte seine Erfolge bei der Zeitfahrmeisterschaft und bei der Tour of Southland. Zwei Jahre später konnte er die Rundfahrt in seinem Heimatland zum ersten Mal für sich entscheiden. Dadurch beendete er die UCI Oceania Tour 2006 auf dem ersten Rang. Bei den Commonwealth Games in Melbourne gewann McCauley im Zeitfahren die Bronzemedaille hinter den Australiern Nathan O’Neill und Ben Day. 2005 gewann er das Straßenrennen der OCC-Straßen-Ozeanienmeisterschaften. Bei den Oceania Cycling Championships gewann er 2007 das Zeitfahren.
Ende der Saison 2013 beendete er seine Karriere als Berufsradfahrer.

## Erfolge
1996
- Gesamtwertung Tour of Southland

1997
- Neuseeländischer Meister – Straßenrennen

2001
- Neuseeländischer Meister – Straßenrennen
- zwei Etappen Tour of Southland

2002
- Neuseeländischer Meister – Einzelzeitfahren
- Neuseeländischer Meister – Straßenrennen
- eine Etappe Tour of Southland

2003
- Neuseeländischer Meister – Einzelzeitfahren
- zwei Etappen Tour of Southland

2004
- zwei Etappen Tour of Southland

2005
- Gesamtwertung Tour of Southland
- Ozeanienmeister Meister – Einzelzeitfahren
- Ozeanienmeister Meister – Straßenrennen

2006
- Gesamtwertung UCI Oceania Tour
- eine Etappe Tour of Southland

2007
- Ozeanienmeister Meister – Einzelzeitfahren
- drei Etappen Tour of Wellington

2008
- eine Etappe Tour of Wellington
- eine Etappe Tour of Southland

2009
- Neuseeländischer Meister – Straßenrennen
- eine Etappe Tour of Southland

2010
- neuseeländischer Meister im Einzelzeitfahren
- Tasmanien-Rundfahrt

2013
- Gesamtwertung BDO Wellington to Auckland Challenge 2013
- Gesamtwertung Tour of Taranaki

## Teams
- 1999 Team Men’s Health
- 2000 Palmans-Ideal
- 2001 Landbouwkrediet-Colnago
- 2002 RDM-Flanders
- 2003 Giant Asia Racing Team
- 2003 Schroeder Iron
- 2004 Team Monex
- 2006 Successfulliving.com-Parkpre
- 2007 Plowman Craven-Evans

- 2009–2010 Subway-Avanti

- 2013 Drapac Cycling